# Alfa Romeo SZ/RZ
Les modèles Alfa Romeo Zagato SZ & RZ, SZ pour Sprint Zagato, RZ pour Roadster Zagato, sont des automobiles d'exception en série limitée, du constructeur italien Alfa Romeo ; ils sont aussi connus sous le nom de code ES-30 — Experimental Sportscar 3,0 litres — et sont assemblés directement chez le carrossier Zagato, dans ses ateliers implantés à Rho, dans la banlieue de Milan.

## Histoire
Entre mi-1990 et fin 1991, Alfa Romeo produit 1 036 exemplaires d'« Alfa Romeo SZ », rouge Alfa, sauf un exemplaire noir, réservé à Andrea Zagato.
La mécanique et la plate-forme sont issus de l'Alfa Romeo 75 et reprend le schéma Alfa transaxle à boîte de vitesses accouplée au différentiel et pont arrière De Dion. Le moteur est le V6 Alfa Romeo (Busso) de 2 959 cm3, ouvert à 60°, à deux soupapes par cylindre de la 75 3.0 America développant 190 ch, préparé par le département corsa auto delta de l'usine qui change les collecteurs d'échappement, les diagrammes d'arbres à cames et la centrale d'injection pour obtenir une puissance comprise entre 210 et 220 ch, à 6 200 tr/min, avec un couple de 25 mkg à 4 500 tr/min (moteur type 61501).
La vitesse maxi est 250 km/h, avec des accélérations de 0 à 100 km/h en 7 s.
Des propriétaires sportifs ont poussé ce moteur à 260 ch en atmosphérique, simplement en changeant les arbres à cames, et à 290 ch à l'aide d'un compresseur volumétrique Volumex.[réf. nécessaire]
La voiture est conçue techniquement d'après l'étude de Giorgio Pianta, ingénieur et directeur de l'équipe course (rallye) de Fiat et Lancia. La plate forme, les suspensions montées sur rotules et les freins proviennent de la 75 Turbo Evoluzione du groupe A, lui donnant une tenue de route très équilibrée par la répartition des masses, la boîte-pont positionnée à l'arrière et la grande rigidité de caisse. Un grip latéral évalué à 1,4 G permet une vitesse élevée en courbe.
L'utilisation sur route, compte tenu des spécifications retenues, est des plus précises et fermes, sans être inconfortable.
Un système hydraulique permet de moduler la garde au sol via une pompe, située dans le coffre, qui relève l'auto de 6 cm, pour les obstacles posant problème à la garde au sol d'origine de 8 cm.

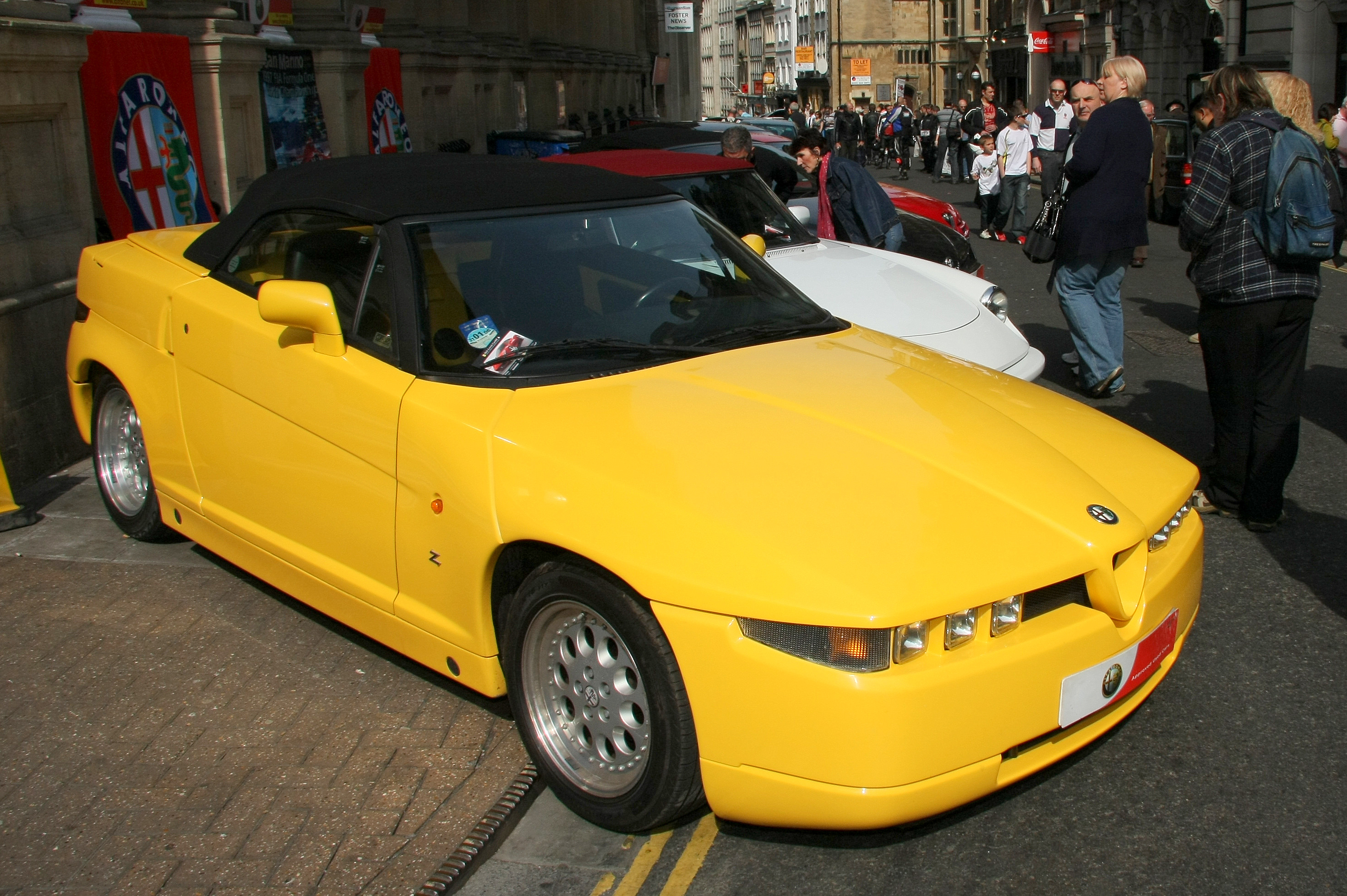
Alfa Romeo RZ.

Alfa lance l'étude de style avec trois concurrents: Carrozzeria Zagato, Centro stile Alfa Roméo et Le Centro Stile Fiat. C'est ce dernier dirigé par Robert Opron, le même qui dessina la Citroen SM, qui remporta l'étude. La ligne dure et très marquée, correspond parfaitement à la destination de la voiture et à l'image recherchée. La carrosserie est en matériaux composites, réalisée par la société italienne Carplast. Le toit est en alu, l'aileron est en carbone, l'intérieur est en cuir beige et le tableau de bord en carbone finissent la voiture.
Son style de dream car échappé d'un salon le fait être surnommé « il mostro ». Aujourd'hui, la ligne est encore très futuriste.
Des courses, en entrée de Grand Prix de Formule 1, avec des célébrités du volant, ont lieu en 1992, avec très peu de modifications, comme un arceau, des jantes plus légères, des pneus racing. Il subsiste très peu de ces SZ Trophy.
Cette voiture est la dernière propulsion Alfa, jusqu'à 2008, avec la nouvelle 8C Competizione et ensuite la 4C qui interrompent la domination de la traction avant chez Alfa Romeo, dont la caractéristique a toujours été la conduite sportive. C'est dans cet esprit qu'il faut interpréter l'étude et le développement des modèles SZ et RZ.

## Alfa RZ
En 1992, Alfa Romeo lance la variante cabriolet, appelée « RZ » — Roadster Zagato — qui reprend les lignes générales de la SZ, mais avec un poids augmenté de 132 kg par le renforcement de la structure ouverte de l'habitacle. Cette série est limitée à 278 exemplaires qui sont produits jusqu'en septembre 1993. Les couleurs de carrosserie, outre le rouge Alfa traditionnel, comprennent le jaune et le noir.
Les deux versions sont maintenant très recherchées.

## Lieu et chiffres de production
L'Alfa Romeo SZ et la RZ ont été produites chez Zagato, Rho Italie. 1 036 exemplaires ont été réalisés pour la SZ, dont 38 prototypes et exemplaires de pré-série. Pour la RZ, 50 ont été commercialisés en 1992 et 228 en 1993.

### Chiffres de production
| Versions | Année | Nombre d'exemplaires |
| SZ       | 1989  | 11                   |
| SZ       | 1990  | 289                  |
| SZ       | 1991  | 736                  |
| RZ       | 1992  | 50                   |
| RZ       | 1993  | 228                  |
| Total    | Total | 1 314                |